# Heidensee (Holstein)
Der Heidensee ist ein See in der Gemeinde Bösdorf im Kreis Plön in Schleswig-Holstein. Er liegt zwischen Plön und dem östlich gelegenen Dorf Kleinmühlen – direkt südlich der B 76.
Er liegt in der Holsteinischen Schweiz, umgeben von einer hügeligen Moränenlandschaft südlich des Suhrer Sees und östlich des Vierer Sees sowie des Großen Plöner Sees.
Der See hat eine ovale Form (mit einigen Buchten) mit (in West-Ost-Richtung) einer Länge von ca. 600 m und (in Nord-Süd-Richtung) einer Breite von ca. 300 m. Er hat eine Größe von etwa 15 ha und eine maximale Tiefe von ca. 2,7 Metern. Der Heidensee entwässert im Westen über den Viererseegraben in den Vierer See.
Am Heidensee befindet sich die größte Kormoran-Kolonie in Schleswig-Holstein. Es gibt eine private Badestelle.